# 나카야마구치역
나카야마구치역(일본어: 中山口駅)은 일본 돗토리현 사이하쿠군 오야마정에 있는 서일본 여객철도 산인 본선의 역이다. 단선 승강장 1면 1선의 구조를 지낸 지상역이며, 보통 열차만이 정차한다.

## 역 주변
- 오야마 정청 나카야마 지소
- 돗토리 은행
- 산인합동은행

## 역사
- 1951년 11월 1일 : 개업.
- 1987년 4월 1일 : 민영화에 의해, 서일본 여객철도로 이관.

## 인접 정차역
| 서일본 여객철도 산인 본선 | 서일본 여객철도 산인 본선 | 서일본 여객철도 산인 본선 |
| ------------------------- | ------------------------- | ------------------------- |
| 아카사키 교토 방면        | ■ 산인 본선               | 시모이치 요나고 방면      |